# Orseille

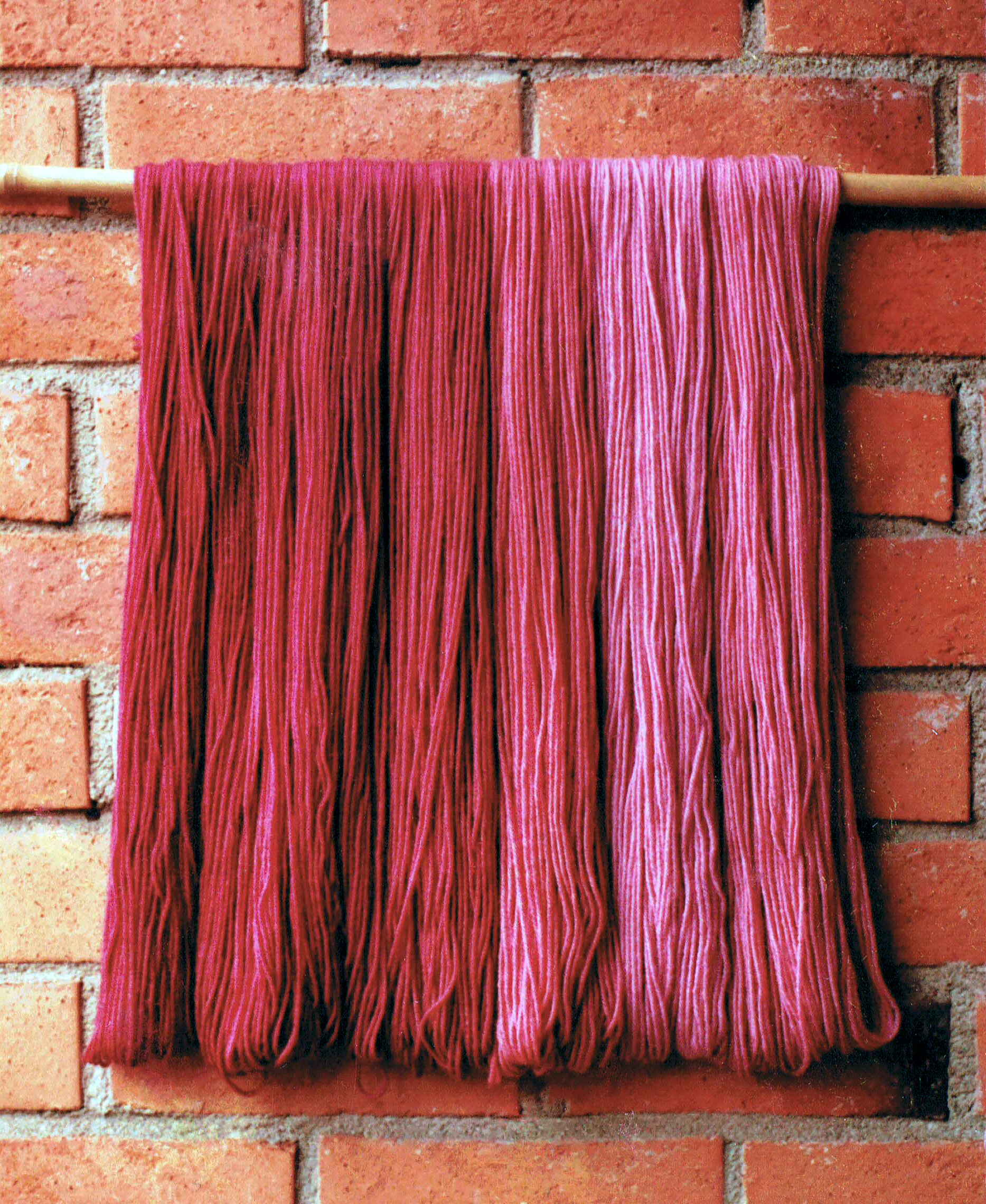
Mit Orseille gefärbte Wolle

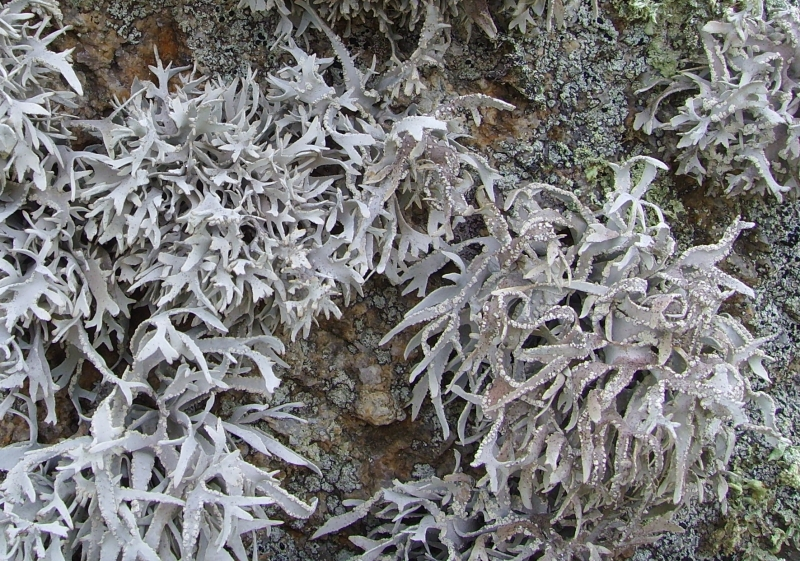
Flechte der Gattung Roccella fuciformis.

Die Orseille ist ein roter bis purpurner Farbstoff, der aus Flechtenarten der Gattung Roccella, die in Küstennähe vor allem im mediterranen Klima wachsen gewonnen wird.
Nach Melo et al. werden auch Farbstoffe aus den Gattungen Lasallia, Lecanora und Variolaria als Orseille bezeichnet. Sammler auf den Kanaren unterschieden weißen (Roccella fuciformis und andere Arten) und schwarzen (Roccella canariensis) Orseille.

## Geschichte
Im Altertum galt Orseille neben dem Sekret der Purpurschnecke als wertvollster Farbstoff. Theophrast beschreibt die Farbwirkung. Im vierten nachchristlichen Jahrhundert nahm die Nutzung des Farbstoffes ab, womöglich waren die langsamwüchsigen Flechten zu stark dezimiert worden. Die Flechte kommt unter anderem auf den Inseln der Ägäis, in der Levante, an der Küste des Schwarzen Meeres, auf Korsika und in der Bretagne vor.
Im 13. Jahrhundert ist Orseille über Steuerlisten aus Katalonien belegt.
Anfang des 14. Jahrhunderts wurde die Flechte, zusammen mit ihrem italienischen Namen, durch die Oricellari, eine toskanische Familie nach England eingeführt. In der Folge kontrollierte die Familie der Datini den Handel zwischen Italien und London. Seit dem 13. Jahrhundert wurde Orseille auch in der Buchmalerei verwendet. Es kann unter anderem durch Raman-Spektroskopie nachgewiesen werden.
In der frühen Neuzeit waren die Azoren und Kanaren die Hauptquelle für Orseille. Anfang des 19. Jahrhunderts waren die dortigen Vorkommen aber weitgehend vernichtet. Seit dem Beginn des Kolonialismus wurden von portugiesischen Händlern auch weitere Vorkommen auf den Kapverdischen Inseln, in Westafrika und Angola, wo sie an Bäumen wuchs ausgebeutet.

## Verwendung als Farbstoff

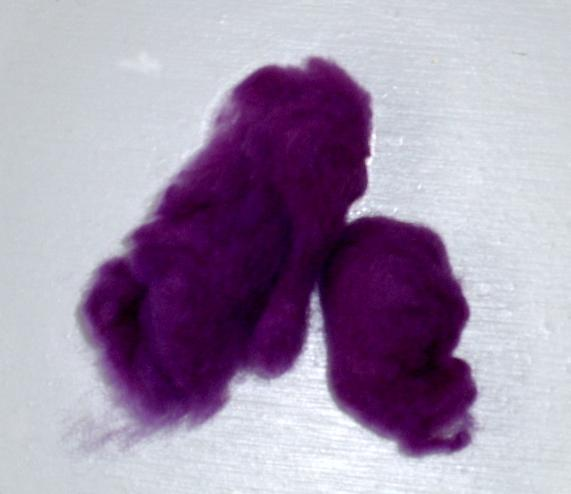
Mit Orcein gefärbte Wolle

Zur Herstellung wurden zerkleinerte Flechten mit Urin oder verdünntem Ammoniak versetzt und gärten einige Tage bis Monate, wodurch der rote Farbstoff Orcein entstand. Als Nebenprodukt erhielt man unter Zugabe von Kaliumcarbonat, Kalk und Gips den tiefblauen Lackmus, der schon spätmittelalterlichen Alchemisten bekannt war.
Auch Mischfarben wurden hergestellt, wie das berühmte venetianische "alessandrino" aus einer Mischung von Orseille, Krapp und Indigo.

## Inhaltsstoffe
Die Flechte enthält verschiedene Farbstoffe wie Orcinol und Leprarsäure. Außerdem beherbergen die Flechten Aktinobakterien.